# Гусса (король Берніції)
Гусса (давн-англ. Hussa; ? —593) — 7-й король Берніції у 585—593 роках.

## Життєпис
Походив з англського роду Еоппінгів. Молодший син Іди, короля Берніції. Про дату народження та молоді роки нічого невідомо. Ймовірно протягом 570—580-х років разом з братами брав участь у війнах проти сусідніх бриттських королівств.
У 585 році після смерті брата Фрітувальда став новим королем Берніції. З самого початку стикнувся з коаліцією бриттів з Стратклайду (король Рідерх I), Північного Регеду (король Урієн), Гододдіна (Морконт I) та Елмета та скоттів з Дал Ріади. У 586 році об'єднані війська останніх завдали поразки англам на чолі з Гуссою, який утік зі столиці в Дін-Гуарді (Бамборо) до острова Ліндісфарн.
Війська коаліції взяли в облогу деякі з фортець, що залишилися під владою англів, але тут у їхньому війську почалися чвари. Можливо, деякі королі бриттів були підкуплені Гуссою. У результаті Моркант, король Гододдіна, у 590 році підіслав вбивцю до Уріена, короля Регеда. Після смерті Уріена коаліція розпалася, а облога була знята. Пізніше Гусса повернув Дін-Гуарді та інші володіння Берніції. Того ж року у битві при Арфдеридді завдав поразки бритському королю Гвендолеу ап Кейдіо. Незабаром було переможено Сауїла, короля Пексета. Останню державу приєднано до Берніції.
Гусса помер у 593 році. Йому успадкував небіж Етельфріт.

## Родина
- Герін (? — після 603), військовик